# 丰实箭竹
丰实箭竹（学名：Fargesia ferax）为禾本科箭竹属下的一个种。

## 扩展阅读
- 維基物種上的相關：丰实箭竹